# Käseschnitzel
Käseschnitzel (tschechisch Smažený sýr [ˈsmaʒɛniː ˈsiːr] oder slowakisch vyprážaný syr [ˈʋipraːʐaniː ˈsir]) ist ein Gericht, welches vor allem in Tschechien und der Slowakei beliebt ist. Es wird dort auch Street Food zubereitet und ist als günstiges Essen für Studierende und in Schulkantinen geschätzt. Bereits im Mittelalter wurden Arten von Käseschnitzel zubereitet, die tschechisch-slowakische Variante der Zubereitung entwickelte sich vor allem in der Zeit der ersten tschechoslowakischen Republik. Besondere Beliebtheit erlangte das Essen aber erst in der zweiten Hälfte des 20. Jahrhunderts im damaligen Ostblock, da die planwirtschaftlich festgelegten Preise für Käse deutlich unter denen von Fleisch lagen.

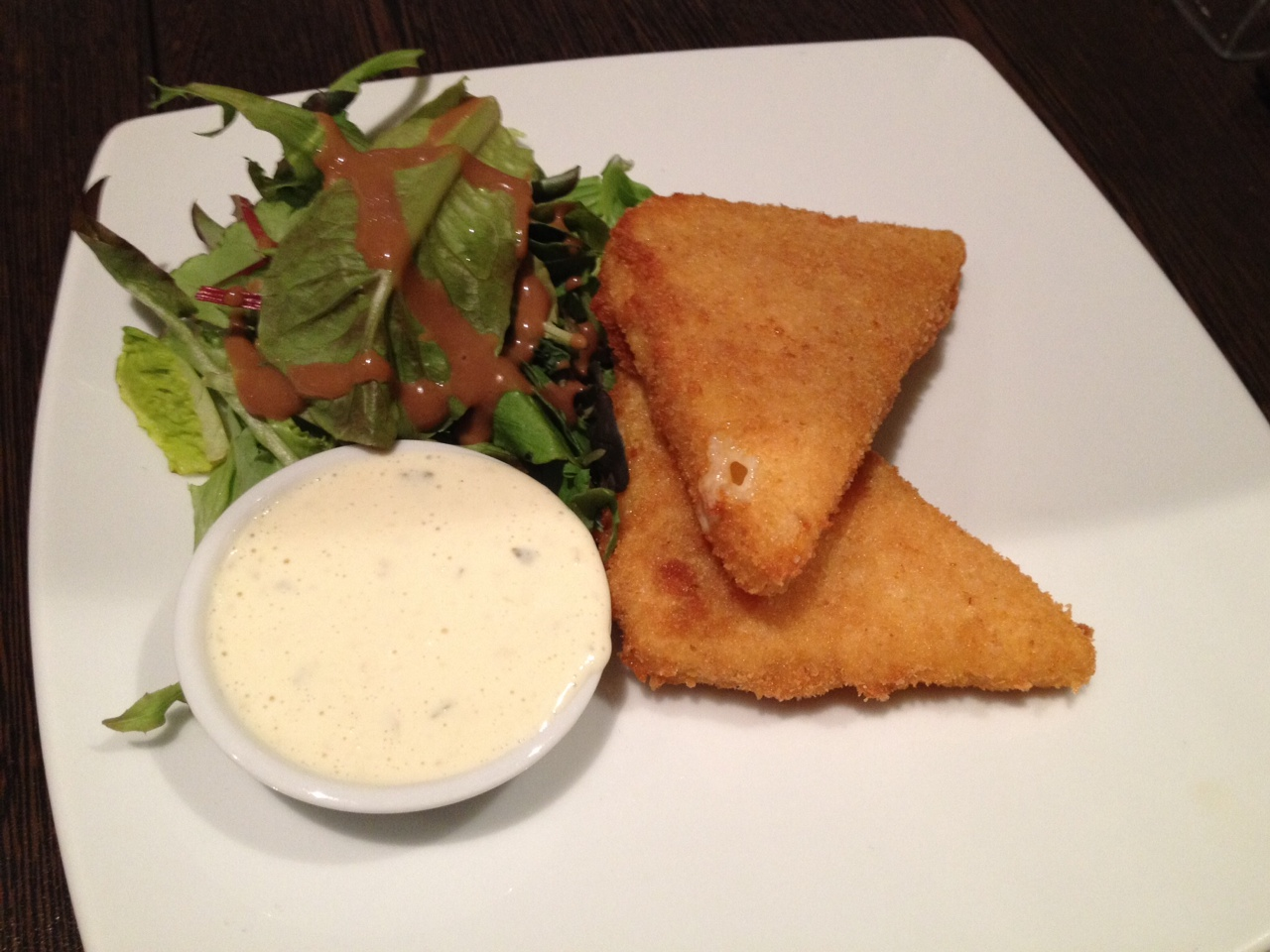
Käseschnitzel serviert mit Tatarska omáčka und Salat

Bei der Zubereitung werden Käsescheiben erst paniert und dann in einer Pfanne gebraten oder in einer Fritteuse frittiert.  Diese werden typischerweise mit Tatárska omáčka (einer tschechischen und slowakischen Variante der Remoulade) oder Mayonnaise serviert. Als Beilage werden Brot, Pommes frites oder Salat verwendet. Als Käse wird meistens Edamer, Gouda und Emmentaler verwendet. Es gibt auch Käseschnitzel, für die Camembert, Niva oder Olmützer Quargel  verwendet werden. In Tschechien und der Slowakei werden diese Gerichte dann in der Regel nicht Smažený sýr, sondern  Smažený hermelín, Smažená Niva und Smažené tvarůžky genannt.
Manchmal wird das Gericht mit Schinkenscheiben oder -stücken im Käse serviert. In tschechischen Imbissen werden Käseschnitzel auch als Sandwich, ähnlich einem Hamburger verkauft.
Ein ähnliches Gericht ist die italienische Carrozza, bei der als Käse Mozzarella verwendet wird.